# Gaetano Moroni
Pour les articles homonymes, voir Moroni.
Gaetano Moroni est un bibliographe, bibliophile, polygraphe, érudit italien et premier aide de la chambre du pape Grégoire XVI et second aide de la chambre du pape Pie IX, né à Rome le 17 octobre 1802, et mort dans la même ville le 3 novembre 1883 .
Il est l'auteur du Dictionnaire d'érudition historico-ecclésiastique, depuis saint Pierre jusqu'à nos jours, paru en 103 volumes, entre 1840 et 1861.

## Biographie
Gaetano Moroni est le fils de Rocco Moroni, barbier, et de Caterina Bencerini. Il a été élève de l'école primaire des Frères des écoles chrétiennes.
Il a pu poursuivre ses études grâce à l'aide de l'abbé Bartolomeo Alberto Cappellari, procureur général des Camaldules du couvent de Saint-Romuald, le futur pape Grégoire XVI, qui était un client de la boutique de barbier et qu'il a connu en 1816. Frappé par son amour de l'étude et son intelligence, il lui a fait connaître des érudits romains dont Francesco Cancellieri, Antonio Nibby, Carlo Fea (plus tard Antonio Rosmini Serbati). Il a reçu de Francesco Concellieri des conseils de méthodologie sur l'utilité de la classification et la préparation des fiches pour faire de recherche historique. L'abbé Cappellari a mis à sa disposition sa bibliothèque privée et celle du couvent San Gregorio al Celio. Après la nomination de Bartolomeo Alberto Cappellari comme cardinal in pectore, en 1825, Gaetano Moroni est entré à son service.
Le cardinal Cappellari, nommé préfet de la Congrégation de la Propagation de la Foi, lui a demandé d'établir un index général et raisonné des archives de la Congrégation de la Propagation de la Foi. Il a commencé à cette époque la compilation d'un répertoire des renseignements personnels tirés de la lecture de livres et de documents des archives.
Gaetano Moroni a également exercé la fonction de secrétaire à l'occasion de l'élection du pape Pie VIII, en 1829, et de Grégoire XVI, en 1830. Il a écrit sur cette expérience de conclaviste dans Giornale storico-politico-cerimoniale delle sede vacante e il conclave per l'elezione di Pio VIII e Gregorio XVI (Journal historique, politique et cérémonial du siège vacant et des conclaves pour l'élection de Pie VIII et Grégoire XVI) resté inédit.
Devenu Premier aide de chambre du pape Grégoire XVI, il a montré une extraordinaire capacité de travail comme le montrent plus de cent mille lettres écrites pendant le pontificat du pape Grégoire XVI, ainsi que les œuvres historiques et savantes rédigées pendant cette période. Bibliophile, il a rassemblé une riche bibliothèque enrichie, entre autres, la collection de gravures romaines de Giovanni Battista Piranesi dans 21 volumes vendus après sa mort à la Georgetown Library.
Après la mort de Grégoire XVI, en 1846, Gaetano Moroni a poursuivi ses activités auprès du pape Pie IX, qui l' a nommé deuxième aide de la Chambre. Il s'est retira de la vie publique en 1849 et a dédié sa vie aux études et en particulier à l'achèvement des travaux plus larges de l'érudition ecclésiastique qui ait jamais été entreprise en Italie : les cent trois volumes du Dictionnaire d'érudition historique et ecclésiastique rédigée entre 1840 et 1861, avec en plus les six volumes d'index (1878 - 1879). Ce travail, même s'il est actuellement considéré comme archaïque, constitue encore une mine extraordinaire d'informations. Le dictionnaire a été terminé surtout après la mort de Grégoire XVI. Ce travail est entièrement écrit par Gaetano Moroni, lui consacrant seize heures de travail par jour. À bien des égards, l'activité intense de Gaetano Moroni rappelle celui de Francesco Cancellieri, dont Gaetano Moroni se disait son élève.
Bien qu'il ait joui de l'estime et de l'amitié des ecclésiastiques et des érudits, dont, par exemple, du cardinal Wiseman et d'Antonio Rosmini, il a souvent été l'objet de satires dont celles de Giuseppe Gioachino Belli sur ses origines humbles, et en insinuant que les faveurs du pape avaient été obtenues en réalité grâce à sa femme. Sa vie a été profondément troublée par la mort prématurée de son fils unique à qui il avait donné le prénom de Grégoire en l'honneur du pape.
À la suite d'attaques du journal La Flandre libérale contre le pape Grégoire XVI, une plainte est portée devant le tribunal de première instance de Gand au procès intenté contre le journal par Gaetano Moroni et les héritiers des cardinaux Giuseppe Albani, Tommaso Bernetti, Gabriele Ferretti en 1877.

## Publications
- Cenni cronologici sul sommo pontefice Gregorio XVI , 1837 (lire en ligne)
- Dizionario di erudizione storico-ecclesiastica da San Pietro ai nostri giorni, specialmente intorno ai principali santi, beati, martiri, padri, ai sommi pontefici, cardinali e più celebri scrittori ecclesiastici, ai varii gradi della gerarchia della chiesa cattolica, alle città patriarcali, arcivescovili e vescovili, agli scismi, alle eresie, ai concilii, alle feste più solenni, ai riti, alle cerimonie sacre, alle cappelle papali, cardinalizie e prelatizie, agli ordini religiosi, militari, equestri ed ospitalieri, non che alla corte e curia romana ed alla famiglia pontificia, etc., 1840-1861 ; tome 1 (1840) à tome 103 (1861), ou Gaetano Moroni, Dizionario di erudizione storico-ecclesiastica, 103 vol..
- Le cappelle pontificie cardinalizie e prelatizie: opera storico-liturgica, 1841 (lire en ligne)
- Delle pontificie funzioni della settimana santa e del solenne pontificale di Pasqua. Descrizione, 1842 (lire en ligne)
- Cenni istorici sull’Egitto tratti dal Dizionario di erudizione, 1843
- Cenni storici sulla città di Fermo e sulla Marca fermana, 1844
- Sanseverino: città vescovile dello Stato Pontificio, 1854

## Source
- (it) Cet article est partiellement ou en totalité issu de l’article de Wikipédia en italien intitulé « Gaetano Moroni » (voir la liste des auteurs).